# 河北町どんがホール

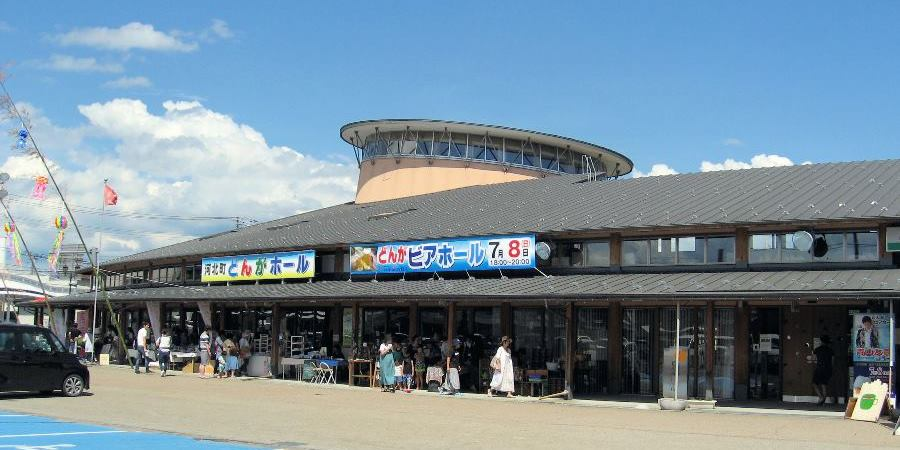
どんがホール

河北町どんがホール（かほくちょうどんがホール）は、山形県西村山郡河北町にある地域交流センター。
"賑わいの創出及び地域間交流を推進するため、町民に交流の場を提供し、地域コミュニティの育成を図り、もって豊かな地域社会の形成を目的"として河北町の街中に設置された。全体がオープンスペースな造りになっているのが特徴。
多目的まちかどホール、ミーティングルームA・B、サウンドスタジオを利用する際は申込み手続きの他、使用料も発生する。

## 施設概要
- 多目的まちかどホール
- 多目的子ども空間・座敷空間
- サウンドスタジオ
- 多目的情報広場
  - 誰でも無料で利用できる。
- ミーティングルーム

## 所在地
〒999-3511 山形県西村山郡河北町谷地甲79番地

## 開館時間
- 午前9時〜午後9時30分

## 休館日
- 毎週水曜日（祝日の場合は翌平日）
- 年末年始（12月29日〜1月3日）

## 駐車場
- あり（無料）

## 周辺
- 河北町交流館遊蔵
- 河北町役場